# Wendy Testaburger
Wendy Testaburger is een personage uit de animatieserie South Park. Haar stem is gedurende de verschillende seizoenen van South Park door vier verschillende personen ingesproken. De huidige persoon die Wendy's stem inspreekt is April Stewart.

## Biografie
Wendy is een uitgesproken persoonlijkheid  die haar linkse mening duidelijk laat horen. Wendy's feministische en progressieve gedachtegoed is niet in elke aflevering even consistent. Wendy haat Cartman om zijn extreem-rechtse, racistische en veelal politiek incorrecte meningen en standpunten.
In het begin van de serie was Wendy vooral te zien als degene op wie Stan Marsh verliefd is. Wendy probeert vaak met Stan te praten maar van nervositeit moet hij altijd overgeven, waarop ze een kreet van walging slaakt en weggaat. Later krijgen Stan en Wendy verkering maar in seizoen 7, in de aflevering Raisins, gaat het officieel uit tussen de twee.
In de aflevering Chef Goes Nanners krijgt Wendy gevoelens voor Eric Cartman en zoent ze hem waar alle ouders en klasgenootjes bij zijn, om van haar seksuele spanning af te komen en zo een goed debat te kunnen houden. In een andere aflevering slaat ze hem in elkaar omdat hij aan het spotten was met borstkanker.
Later krijgt Token Black een relatie met Wendy maar die duurt niet lang. In de aflevering Stupid Spoiled Whore Video Playset bekent ze nog gevoelens voor Stan te hebben.